# Stoczek Łukowski
Stoczek Łukowskiⓘ é um município no leste da Polônia. Pertence à voivodia de Lublin, no condado de Łuków, no rio Świder. Estende-se por uma área de 9,2 km², com 2 443 habitantes, segundo o censo de 31 de dezembro de 2021, com uma densidade populacional de 265,5 hab./km². É um centro de serviços regional, com poucas indústrias e voltada para o turismo.
Stoczek Łukowski é a menor comuna da voivodia de Lublin. É também a comuna urbana menos populosa e a mais escassamente povoada da voivodia. Uma cidade do bispado de Poznań no condado de Garwolin da voivodia da Mazóvia na segunda metade do século XVI.

## Localização

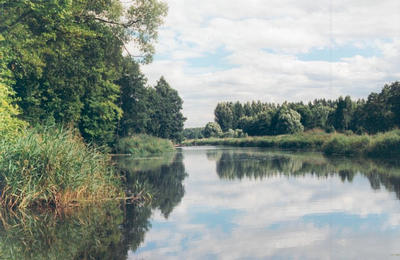
Stoczek Łukowski, rio Świder

Stoczek Łukowski está localizada na antiga Terra de Czersk, na histórica Mazóvia. Geograficamente, está localizada no planalto de Żelechowska, parte da planície da Podláquia do Sul, localizada na margem esquerda do rio Świder.
De 1 de janeiro de 1992 a 31 de dezembro de 1997, a cidade e a comuna de Stoczek Łukowski formaram uma comuna conjunta (a chamada cidade-comuna). Elas foram fundidos devido à reestruturação da divisão administrativa em 1992, mas após 6 anos (1 de janeiro de 1998) as cidades foram separadas novamente. A cidade constitui 0,65% da área do condado de Łuków.
Segundo dados de 31 de dezembro de 2021, a área da cidade é de 9,2 km².
Nos anos 1975−1998, a cidade pertenceu administrativamente à voivodia de Siedlce.
Segundo dados de 2007, 67% da área da cidade é ocupada por terras agrícolas e 12% por terras florestais.
A cidade está localizada:
- 80 km de Varsóvia, 41 km de Mińsk Mazowiecki (noroeste)
- 35 km de Siedlce (direção nordeste)
- 29 km de Łuków (direção leste)
- 100 km de Lublin, 41 km de Ryki (direção sul)
- 28 km de Garwolin (oeste)

## Toponímia
No século XV, a cidade pertencia aos bispos de Poznań e chamava-se Wola Poznańska. Um colono testemunha certas concessões durante a fundação do assentamento. No século XVI, o nome Sebastianowo aparece várias vezes nos documentos (por exemplo, em 1576). O nome pode vir do bispo de Poznań, Sebastian Branicki. Desde o século XVII, o nome atual derivado da palavra stoczek, que significa um riacho que desce uma encosta íngreme, é conhecido.
O adjetivo do nome local Stoczek Łukowski (assim como a vila Stoczek no condado de Węgrów) é stoczecki. A forma stoczecki também é a única dada no dicionário ortográfico mais recente.

## Demografia
Conforme os dados do Escritório Central de Estatística da Polônia (GUS) de 31 de dezembro de 2022, Stoczek Łukowski é uma cidade muito pequena com uma população de 2 389 habitantes (36.º lugar na voivodia de Lublin e 815.º na Polônia), tem uma área de 9,2 km² (36.º lugar na voivodia de Lublin e 629.º lugar na Polônia) e uma densidade populacional de 261 hab./km² (39.º lugar na voivodia de Lublin e 775.º lugar na Polônia). Nos anos 2002–2021, o número de habitantes diminuiu 10,8%.
Os habitantes de Stoczek Łukowski constituem cerca de 2,26% da população do condado de Łuków, constituindo 0,12% da população da voivodia de Lublin.
| Descrição                         | Total      | Total   | Mulheres   | Mulheres | Homens     | Homens  |
| --------------------------------- | ---------- | ------- | ---------- | -------- | ---------- | ------- |
| unidade                           | habitantes | %       | habitantes | %        | habitantes | %       |
| população                         | 2 389      | 100     | 1 233      | 51,6     | 1 156      | 48,4    |
| superfície                        | 9,2 km²    | 9,2 km² | 9,2 km²    | 9,2 km²  | 9,2 km²    | 9,2 km² |
| densidade populacional (hab./km²) | 261        | 261     | 134,7      | 134,7    | 126,3      | 126,3   |

## História

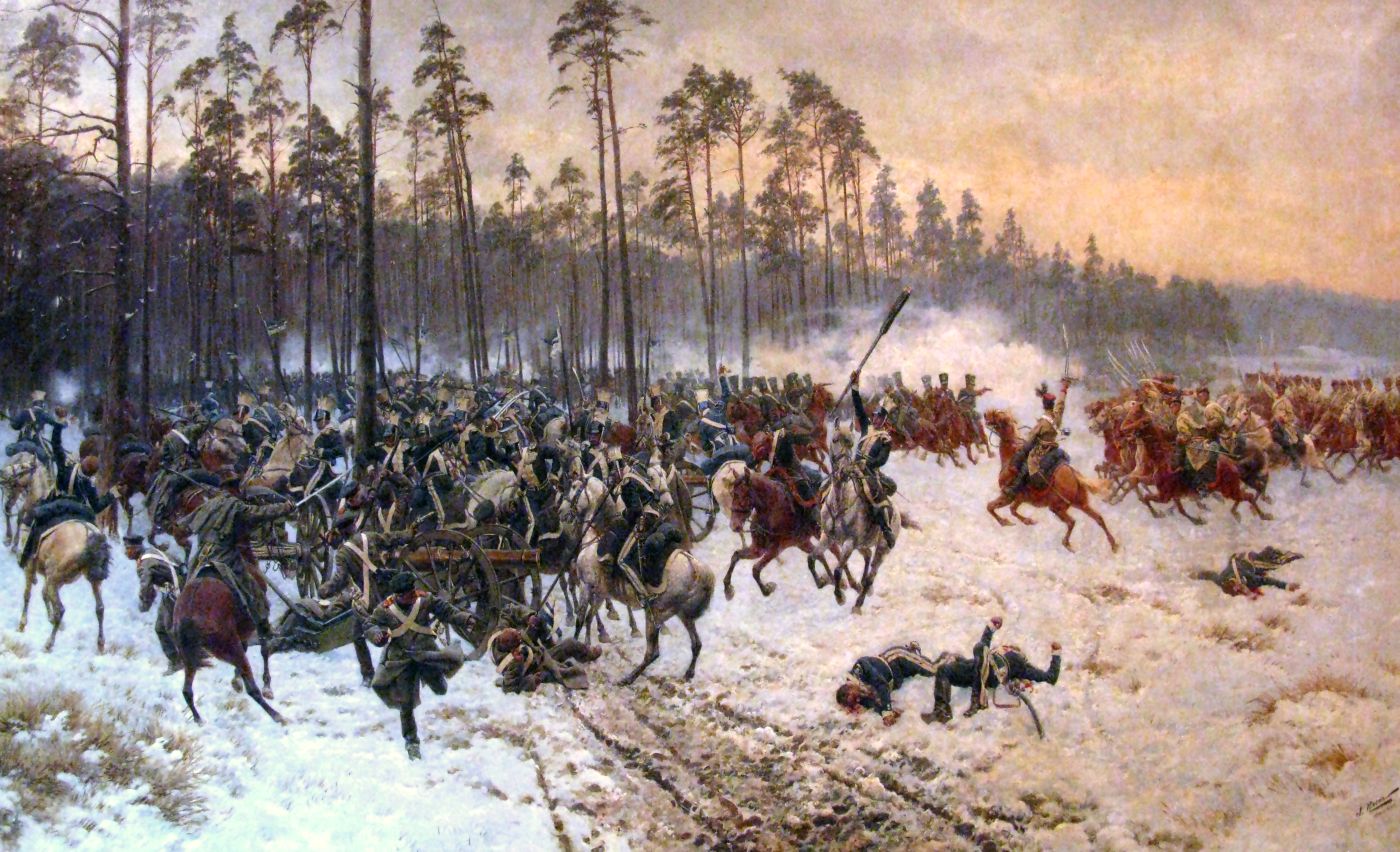
A Batalha de Stoczek por Jan Rosen (1854–1936)

Já no século XIII, surgiram as primeiras menções de um assentamento na periferia leste da Terra Czersk. Em 1421, uma paróquia foi fundada na igreja local.
Em 4 de abril de 1546 (a data é incerta), o rei Sigismundo, o Velho, concedeu os direitos à cidade pela Lei de Magdeburgo. A partir de 1795 a cidade estava sob domínio austríaco. Em 1805, tornou-se propriedade do Estado e, a partir de então, os judeus começaram a se estabelecer na cidade. Nos anos 1809−1815 Stoczek estava no Ducado de Varsóvia, e a partir de 1815 na Polônia do Congresso.
Em 14 de fevereiro de 1831, a primeira batalha vitoriosa do Levante de Novembro foi travada perto de Stoczek. As tropas polonesas sob o comando do general Józef Dwernicki derrotaram o corpo de exército do general Fiodor Geismar.
Durante a Revolta de Janeiro, a cidade apoiou ativamente os insurgentes. Como resultado da repressão, em 31 de outubro de 1864, o prefeito insurgente Jan Justynowicz e Ludwik Gierat foram executados publicamente e, em 1867, Stoczek perdeu seus privilégios de cidade e incorporado à comuna de Prawda (permaneceu como sua sede).
Durante a Primeira Guerra Mundial, Stoczek estava sob ocupação alemã. Em 1916, recuperou os direitos de cidade. No período entreguerras, a maior feira de cavalos da Polônia e uma das maiores da Europa era realizada na cidade, dirigida por comerciantes judeus.
Durante a Segunda Guerra Mundial, a cidade foi incendiada pelo invasor. No outono de 1941, foi criado um gueto sem cercas, no qual cerca de 3 500 judeus de Stoczek Łukowski e, entre outros, de Garwolin, Prawda e Mysłów. Um ano depois, o gueto foi liquidado e seus habitantes deportados para o campo de extermínio de Treblinka. Várias unidades de guerrilheiros do capitão Wacław Rejmak estavam ativas na área. Durante a guerra, acampamentos de verão foram organizados em Stoczek, principalmente para filhos de insurgentes de Varsóvia.

## Transportes

### Transporte rodoviário
As seguintes estradas nacionais e provinciais se cruzam na cidade:
- Estrada nacional n.º 76 Wilga — Garwolin — Stoczek Łukowski — Łuków
- Estrada provincial n.º 803 Stoczek Łukowski — Siedlce

### Transporte ferroviário
A seguinte linha ferroviária atravessa a cidade:
- Linha ferroviária n.º 12  Skierniewice — Łuków. É um desvio de carga ainda usado de Varsóvia. Em agosto de 2007, foram lançadas duas duplas de trens de passageiros (uma pela manhã e outra à tarde). Foram liquidadas em dezembro de 2008 devido ao baixo atendimento causado pelo calendário desfavorável.

### Transporte coletivo
A principal empresa de ônibus é a PKS Łuków, com um papel importante também desempenhado pela PKS Siedlce, PKS Mińsk Mazowiecki, PKS Garwolin e transportadoras privadas. Stoczek Łukowski tem conexões diretas com Lublin, Łuków, Varsóvia, Siedlce, Mińsk Mazowiecki, Garwolin, Żelechów, Kock e Lubartów.

## Atrações turísticas

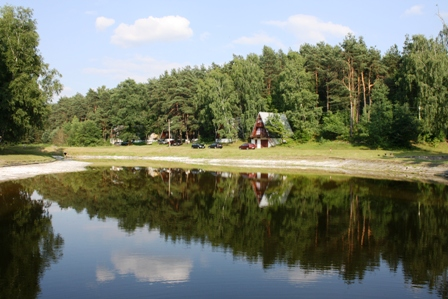
Centro Recreativo e Esportivo “Izydory”

- Igreja paroquial neogótica da Assunção da Bem-Aventurada Virgem Maria,[15] consagrada em 1934 pelo bispo Henryk Przeździecki. Os altares laterais foram trazidos de uma igreja de madeira que permaneceu até 1909 no cemitério local. O altar do lado sul era o altar principal, e o altar do lado norte era um dos quatro altares laterais. O padre Stanislaw Brzóska celebrou missa nesses altares em 1861
- Monumento de 1931 erguido no 100.º aniversário da Batalha de Stoczek
- Centro Recreativo e Esportivo “Izydory”, nas margens do rio Świder

### Monumentos
Nos limites da cidade para:

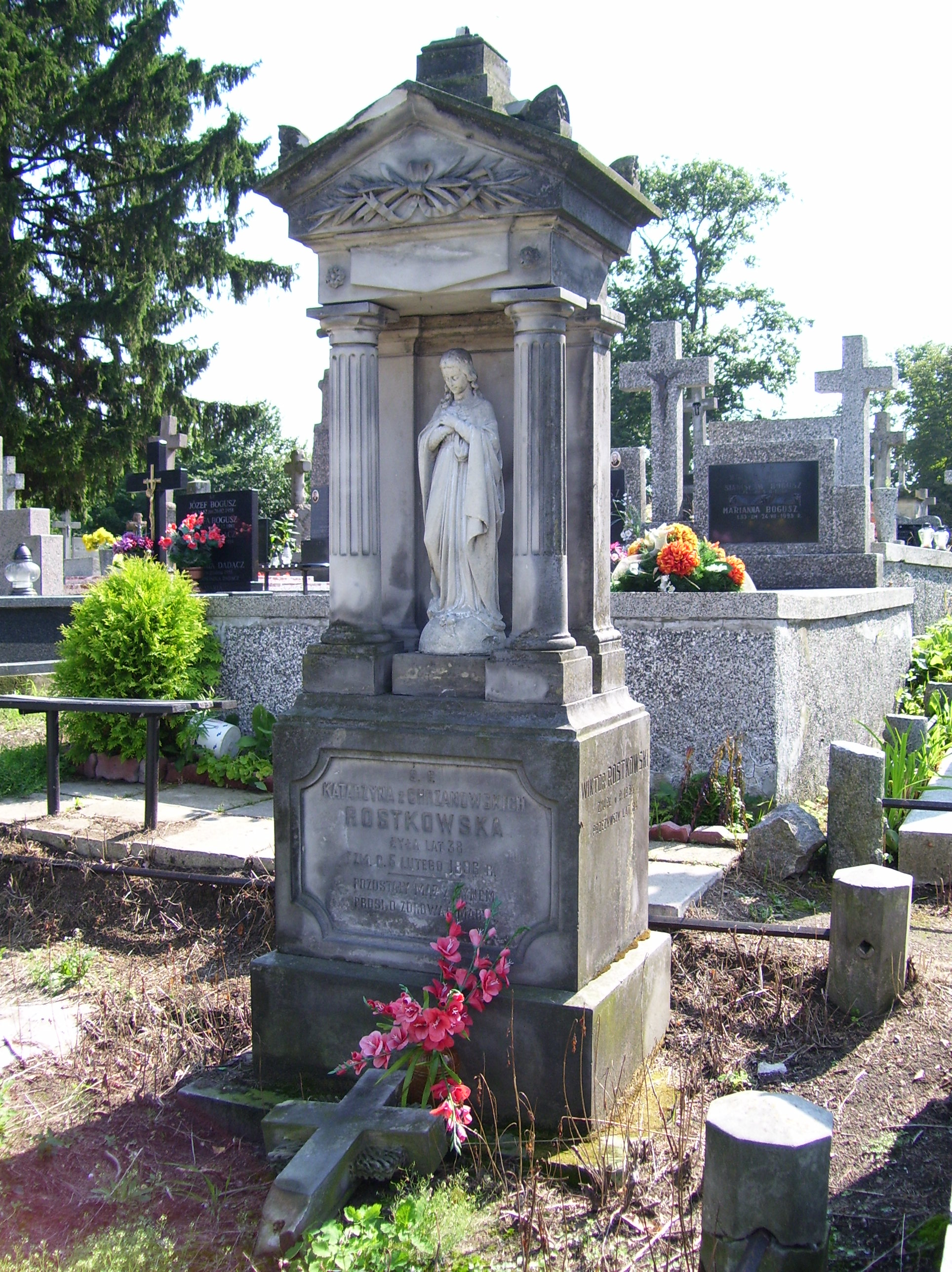
Túmulo da família Rostkowski no cemitério de Stoczek Łukowski

- Tadeusz Kościuszko no 100.º aniversário da sua morte (1917) − rua General Władysław Sikorski
- Ignacy Braulinski − soldado prisioneiro de guerra no décimo aniversário de sua morte (1928) − rua General W. Sikorski
- Vítimas da Segunda Guerra Mundial (1947) − rua Józef Piłsudski
- General Józef Dwernicki − praça T. Kościuszko
- Capitão "Ostoja" − rua J. Piłsudski
- João Paulo II − praça da igreja
- Cruz e uma placa comemorativa do local da execução dos participantes da Revolta de Janeiro − rua Kościelna

Fora dos limites da cidade:
- Monumento à Organização Militar Polonesa na estrada em direção a Siedlce
- Monumento à Batalha de Stoczek no campo de batalha perto da aldeia de Zgórznica, construído no 100.º aniversário da batalha (1931)

No cemitério local na rua Kościelna, várias lápides do século XIX foram preservadas, principalmente as de arenito: Józef Kozarski − prefeito de Łomża em 1864–1865 (morto em 27 de novembro de 1891); Piotr Olkowicz (morto em 1857); Karolina Bogdaszewska, nascida Gregorkiewicz (morta em 17 de novembro de 1864), esposa de Adolf Bogdaszewski, participante da Revolta de Janeiro e despachante de correspondência em Stoczek; Józef Muczkowski (morto em 1867) − vestígios de foto ou medalhão na lápide; Rozalia nascida Zakrzewskie Cieszki (morta em 1885), padre Dzięciołowski (morto em 1886) Józef Romiszewski (morto em 1896); Katarzyna Rostkowska, nascida Chrzanowska (morta em 1896) − uma lápide em forma de capela com a figura da Mãe de Deus.
O segundo cemitério católico, atualmente sem uso, está localizado na rua Polna. É cercado por um muro de pedras. Nenhuma lápide sobreviveu.
Na rua Dwernicki também existe um cemitério judeu com uma área de 0,32 hectares. Atualmente coberto por uma floresta, nenhuma lápide ou cerca sobreviveu.

## Cultura
O evento mais antigo realizado em Stoczek todos os verões desde 1970 é a Assembleia de Grupos de Teatro Rural. Os conjuntos participantes do nordeste da Polônia apresentam suas realizações teatrais e consultam um júri profissional.

## Esportes
O maior evento esportivo realizado anualmente desde 2001 é a Corrida Nacional de Rua Grzmią pod Stoczkiem armaty.

### Clubes esportivos
- LKS Dwernicki Stoczek Łukowski (fundado em 1947) − seção de futebol masculino (grupo Bialsko-Podlasie Klasa A) e vôlei masculino[16]
- Stoczkowskie Towarzystwo Sportowe Aves (fundado em 1972) − clube de vôlei[17]
- Club Weteranów Szos (fundado em 1982) − clube de motociclismo[18]

### Infraestrutura esportiva
- Estádio Municipal de Stoczek Łukowski
- Estádio "Izydory" LKS Dwernicki Stoczek Łukowski